# 러브포텐
《러브포텐 박민설입니다》는 2018년 10월 15일부터 2020년 5월 3일까지 KNN 러브FM(부산 FM 105.7㎒, 양산 FM 88.5㎒, 기장/정관 FM 89.3㎒, 창원/김해/거제 FM 90.9㎒, 진주 FM 98.7㎒)에서 평일 오전 10시 5분, 주말 오전 10시부터 낮 12시까지 방송되었던 라디오 프로그램이다. 2020년 5월 3일 자로 2년 만에 폐지되었다.

## 진행자
- 박민설

## 코너

### 매일 코너
- 하늘한번 봅시다 / 오늘의 날씨
- 유기자의 포텐뉴스 / 지역뉴스 소개
- 풍자꽁트 - 전지적 오지랖시점
- 포텐 터지는 퀴즈타임 / 오늘의 시사퀴즈 3개
- 사은품 받아가세요~
- 점심메뉴골라주는 여자!! 점.메.녀

### 요일별 코너
- 월요일 : 김민주 기자의 취재노트(국제신문 사회부 김민주기자)
- 화요일 : 교통여신 김윤미의 밑줄쫙 교통이슈(김윤미리포터)
- 수요일 : 매력포텐 초대석 (화제의 인물초대)
- 목요일 : 심성민의 시티헌터(심성민 리포터)
- 금요일 : 시사대담 『격이 다른 시사한상』